# Duguetia riberensis
Espèce
Classification APG III (2009)
Duguetia riberensis est une espèce de plantes à fleurs de la famille des Annonaceae. C'est un arbre endémique de la région des Llanos au Venezuela.